# Josef Krejsa (politik)
Josef Krejsa (* 30. srpna 1946 – 22. ledna 2008) byl český a československý politik, po sametové revoluci poslanec Sněmovny národů Federálního shromáždění a Poslanecké sněmovny ČR za formaci Sdružení pro republiku - Republikánská strana Československa (republikáni).

## Biografie
Ve volbách roku 1992 byl za SPR-RSČ zvolen do české části Sněmovny národů (volební obvod Východočeský kraj). Ve Federálním shromáždění setrval do zániku Československa v prosinci 1992. Ve volbách v roce 1996 byl zvolen do Poslanecké sněmovny Parlamentu České republiky za SPR-RSČ a setrval zde do roku 1998.
Patřil mezi hlavní politiky SPR-RSČ. Působil jako redaktor stranického listu Republika. V roce 1997 byl dvakrát po sobě zbaven poslanecké imunity. V únoru pro výtržnost na česko-německém pietním aktu v Terezíně z roku 1994, kdy skupina republikánů (též další poslanec Rudolf Šmucr) rozkopávala věnce položené v jejím průběhu, a v červenci 1997 za články s protiněmeckou tematikou. Stíhání v prvním z těchto případů zastavila v únoru 2008 amnestie prezidenta republiky, za kontroverzní články byl v listopadu 1998 potrestán soudním příkazem.
Po neúspěchu ve volbách v roce 1998, kdy se republikáni nedostali do dolní komory českého parlamentu, došlo ve straně k rozkolu, v jehož důsledku ji opustila velká část jejích funkcionářů včetně Josefa Krejsy, který pak přešel do formace Republikánská unie. V senátních volbách roku 1998 kandidoval za Republikánskou unii do horní komory českého parlamentu za senátní obvod č. 34 - Liberec. Získal ale jen půl procenta hlasů a nebyl zvolen.